# Cumbres III
Cumbres III är en ort i Mexiko.   Den ligger i kommunen Aguascalientes och delstaten Aguascalientes, i den centrala delen av landet, 400 km nordväst om huvudstaden Mexico City. Cumbres III ligger 1 969 meter över havet och antalet invånare är 1 337.
Terrängen runt Cumbres III är lite kuperad, och sluttar brant västerut. Runt Cumbres III är det tätbefolkat, med 459 invånare per kvadratkilometer. Närmaste större samhälle är Aguascalientes, 6,4 km sydväst om Cumbres III. Trakten runt Cumbres III består till största delen av jordbruksmark.